# Villanova Tulo
Villanova Tulo é uma comuna italiana da região da Sardenha, na província da Sardenha do Sul, com  cerca de 1.209 habitantes. Estende-se por uma área de 40 km², tendo uma densidade populacional de 30 hab/km². Faz fronteira com Gadoni, Isili, Laconi, Nurri, Sadali, Seulo.

## Demografia
| Variação demográfica do município entre 1861 e 2011                               |
|                                                                                   |
| Fonte: Istituto Nazionale di Statistica (ISTAT) - Elaboração gráfica da Wikipedia |